# Dieding (Ebersberg)
Dieding ist ein Gemeindeteil von Ebersberg im oberbayerischen Landkreis Ebersberg. Der Weiler liegt circa zweieinhalb Kilometer südöstlich von Ebersberg.

## Baudenkmäler
Siehe: Liste der Baudenkmäler in Ebersberg